# Julian Rachlin

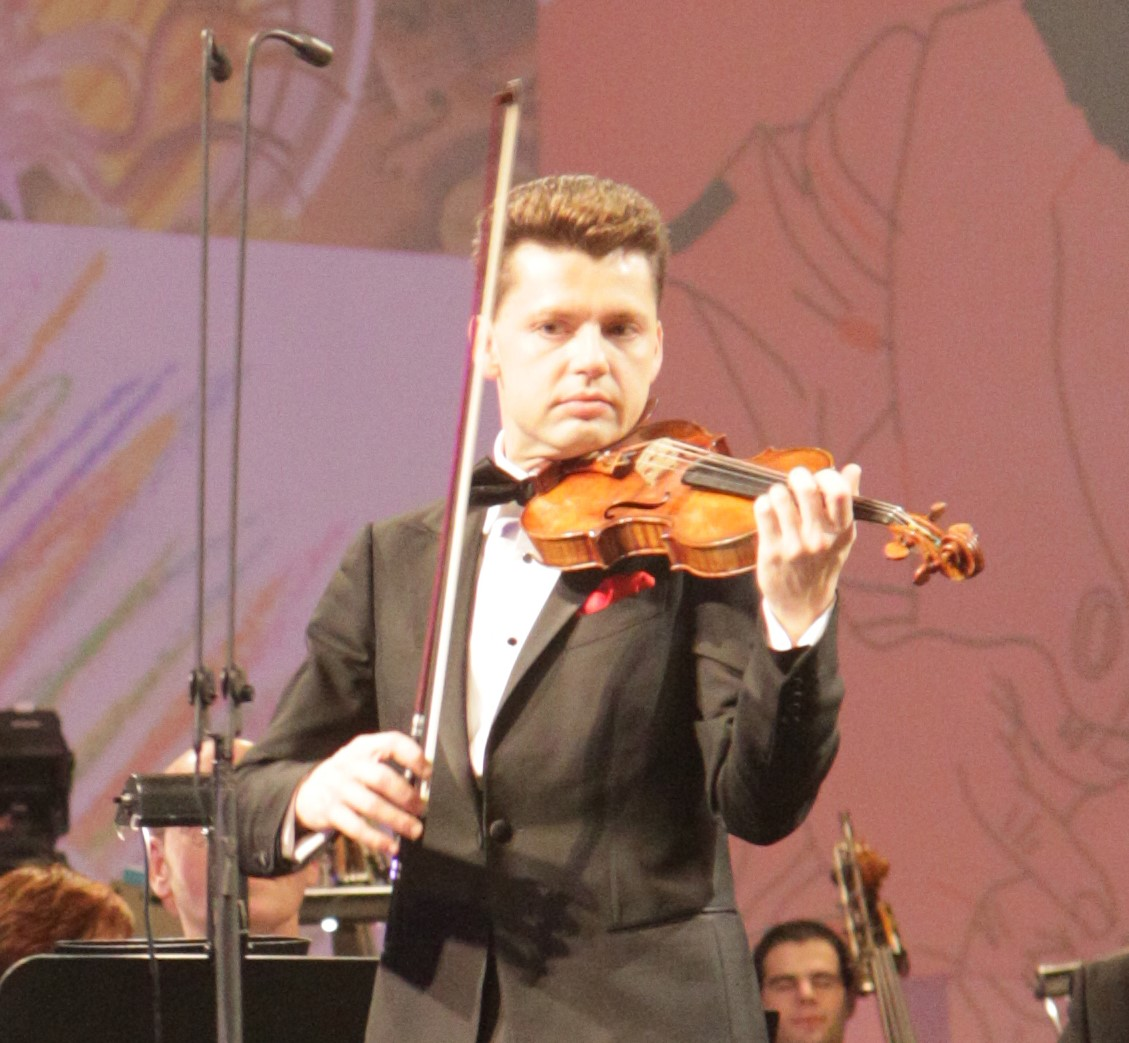
Julian Rachlin (2011)

Julian Rachlin (* 8. Dezember 1974 in Vilnius, Litauische Sozialistische Sowjetrepublik) ist ein österreichischer Violinist, Bratschist und Dirigent.

## Leben

### Kindheit und Ausbildung
Julian Rachlin wurde 1974 in eine Wilnaer Musikerfamilie jüdischer Abstammung geboren, die 1978 nach Österreich emigrierte. Ab 1983 studierte er Violine am Konservatorium Wien in der russischen bzw. sowjetischen Tradition bei Boris Kuschnir und erhielt daneben Privatunterricht bei Pinchas Zukerman. Weiters studierte er Dirigieren bei seiner Mutter Sophie Rachlin, bei Mariss Jansons und Daniele Gatti.

### Künstlerische Laufbahn
Sein erstes öffentliches Konzert gab er 1984. 1988 siegte er als erster Österreich beim Eurovision Young Musicians, worauf eine Einladung zu einem Auftritt bei den Berliner Festspielen unter dem Dirigenten Lorin Maazel folgte. Unmittelbar darauf trat er mit den Wiener Philharmonikern unter dem Dirigenten Riccardo Muti auf, als bis dahin jüngster Solist. Während seiner darauf folgenden Karriere arbeitete Rachlin mit diversen namhaften Dirigenten in Europa und den USA zusammen, beispielsweise Wladimir Aschkenasi, Bernard Haitink, James Levine, Zubin Mehta und André Previn. 2005 debütierte Rachlin mit den New Yorker Philharmonikern unter Lorin Maazel in der Carnegie Hall.
Neben solistischen Violinkonzerten widmete sich Rachlin auch der Kammermusik. Er musizierte mit Künstlern wie Martha Argerich, Itamar Golan, Natalja Gutman, Nobuko Imai, Gidon Kremer, Mischa Maisky, und Kirill Troussov. Bei der Premiere von Krzysztof Pendereckis „Sextett“ im Jahr 2000 spielte er unter anderem mit Mstislaw Rostropowitsch und Juri Baschmet.
Im Jahr 2000 gründete Rachlin sein eigenes Musikfestival in Dubrovnik: „Julian Rachlin and Friends“, worüber 2012 der Dokumentarfilm Noseland entstand. Seit 2005 leitet er auch das Kammermusikfestival „Rachlin Presents“ im Kloster Pernegg, Niederösterreich.
Als Dirigent wirkt er als Erster Gastdirigent der Royal Northern Sinfonia, der Turku Philharmoniker und des Kristiansand Symphonieorchesters. Dirigierverpflichtungen führten ihn nach Birmingham, Chicago, München, Prag, Warschau und Japan.
2020 wurde er zum künstlerischen Leiter des Festivals Herbstgold in Eisenstadt ab 2021 bestellt. In der Saison 2023/24 übernahm er die Leitung des Kristiansand Symphony Orchestra von Nathalie Stutzmann.

### Lehrtätigkeit
Seit 1999 ist Rachlin Professor am Konservatorium Wien.

### Privates
Julian Rachlin war mit der Violinistin Janine Jansen liiert. Im Sommer 2018 heiratete er in der Provence die Violinistin und Bratschistin Sarah McElravy.

## Instrumente
Rachlin spielte die „ex Carrodus“ Guarneri del Gesù aus dem Jahre 1741, die sich im Besitz der Österreichischen Nationalbank befindet. Zurzeit steht ihm durch die Dkfm. Angelika Prokopp Privatstiftung die von Antonio Stradivari im Jahre 1704 gebaute „ex Liebig“ Violine zur Verfügung.

## Diskografie (Auswahl)
Rachlins Aufnahmen der Violinkonzerte von Brahms, Sibelius, Tschaikowski und Schostakowitschs „Sonate für Viola und Klavier“ (Opus 147) fanden bei der Kritik beinahe durchgehend lobende Worte. Im Jahr 2000 erhielt Rachlin den renommierten Internationalen Preis der Accademia Musicale Chigiana Siena.